# セイリーン郡 (イリノイ州)
セイリーン郡（英: Saline County）は、アメリカ合衆国イリノイ州の南部に位置する郡である。2010年国勢調査での人口は24,913人であり、2000年の26,733人から6.8％減少した。郡庁所在地はハリスバーグ市（人口9,017人）であり、同郡で人口最大の都市でもある。
セイリーン郡はアメリカ合衆国で最少の郵便局と最大のケンタッキーフライドチキンの店がある。郡内の所要名3つの町であるエルドラード、ハリスバーグ、キャリアミルズがアメリカ国道45号線で繋がれている。また現在は廃線になったカイロ・アンド・ビンセンズ/ビッグフォー/ニューヨーク・セントラル鉄道が通っていた。

## 歴史
セイリーン郡は1847年にギャラティン郡から分離して設立された。郡名はセイリーン川と、郡が始まって初期に塩が生産された泉から採られた。
セイリーン郡はインディアン殺害者のジョン・モアドックに因んでモアドック郡と名付けられるところだった。モアドックは少年時代にその家族が虐殺されるのを目撃した初期開拓者であり、その生涯を通じてインディアンを待ち伏せし殺害した。初期開拓者の多くはこれを間違ったことと見なしていたが、モアドックはいかなる罪にも問われなかった。
セイリーン郡の創設は議論が極端に多いものだった。イリノイ州は当初少数の大変広い郡ができていた。開拓が進むに連れて当初の郡から新しい郡が型どおり形成されていった。ギャラティン郡は1812年に設立された初期の郡であり、直ぐに15ほどの郡に分割されていき、現在のギャラティン郡にセイリーン郡の領域を足したものが残った。この状態が数十年続いた。
オールドショーニータウンはギャラティン郡の当初の郡庁所在地だった。当時のオールドショーニータウンは州内最大かつ商業の中心だった。しかし郡の東端に位置していた。1826年、郡庁所在地は当時のギャラティン郡の中心に近い新しいイクオリティの村に移された。オールドショーニータウンはこの移転に反対し、セイリーン郡を分離し、残された郡の郡庁所在地のままでいるという方法で救済を求めた。かくしてセイリーン郡を形成するための推進力は郡の外れに住む開拓者からではなくて、もともとの郡の中心部から生まれた。
セイリーン郡は1847年の州議会で発声投票によって創設された。しかし、郡創設を完成させるには州議会の3つの法案可決、イリノイ州最高裁判所の4つの判決、さらに住民投票2回を要した。この論争にはエイブラハム・リンカーンなど州内の指導的な弁護士も巻き込んだ。

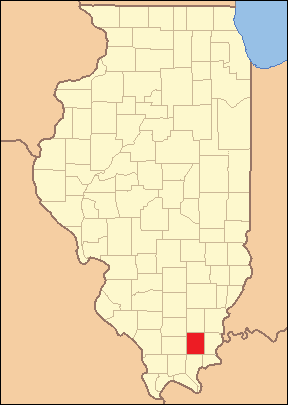
1847年創設時の郡領域、現在まで変わっていない

## 地理

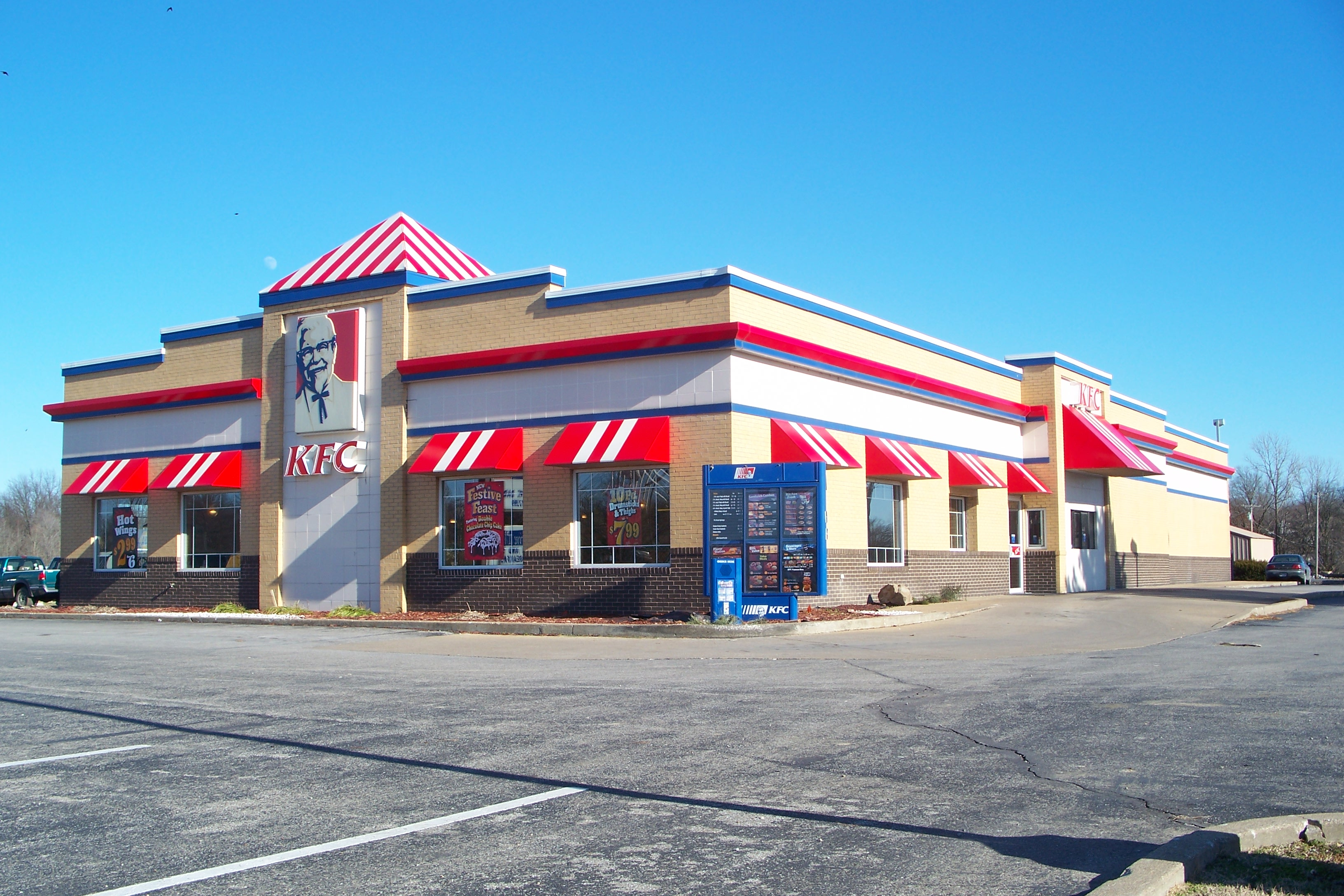
国内最大のケンタッキーフライドチキンの店、ハリスバーグ市にある

アメリカ合衆国国勢調査局に拠れば、郡域全面積は386.78平方マイル (1,001.8 km2)であり、このうち陸地379.82平方マイル (983.7 km2)、水域は6.96平方マイル (18.0 km2)で水域率は1.80％である。
セイリーン郡の地形は大半がうねりのある丘陵であり、ショーニー国立の森のある丘陵にむかって標高が少しずつあがっている。セイリーン川が郡の中央を流れ、ノース、ミドル、サウスの3つの支流がある。エルドラードの北には平らな低地がある。

### 主要高規格道路
- アメリカ国道45号線
- イリノイ州道13号線
- イリノイ州道34号線
- イリノイ州道142号線
- イリノイ州道145号線

### 隣接する郡
- ハミルトン郡 - 北
- ホワイト郡 - 北東隅
- ギャラティン郡 - 東
- ハーディン郡 - 南東隅
- ポープ郡 - 南
- ジョンソン郡 - 南西隅
- ウィリアムソン郡 - 西
- フランクリン郡 - 北西

### 国立保護地域
- ショーニー国立の森（部分）

## 気候と気象
近年、郡庁所在地であるハリスバーグ市の平均気温は1月の22°F (-6 ℃) から7月の89°F (32 ℃) まで変化している。過去最低気温は1951年2月に記録された-23°F (-31 ℃) であり、過去最高気温は1936年7月に記録された113°F (45 ℃) である。月間降水量は9月の3.04インチ (77 mm) から5月の4.98インチ (126 mm) まで変化している。

## 人口動態

### 2010年国勢調査
人種別人口構成
- 白人: 93.0%
- アフリカン・アメリカン: 4.0%
- ネイティブ・アメリカン: 0.4%
- アジア人: 0.4%
- 太平洋諸島系: 0.0%
- その他の人種: 0.4%
- 混血: 1.8%
- ヒスパニック・ラテン系: 1.4%

### 2000年国勢調査
以下は2000年国勢調査による人口統計データである。
| 基礎データ - 人口: 26,733人 - 世帯数: 10,992 世帯 - 家族数: 7,232 家族 - 人口密度: 27人/km2（70人/mi2） - 住居数: 12,360軒 - 住居密度: 12軒/km2（32軒/mi2） 人種別人口構成 - 白人: 94.14% - アフリカン・アメリカン: 4.06% - ネイティブ・アメリカン: 0.29% - アジア人: 0.20% - 太平洋諸島系: 0.01% - その他の人種: 0.34% - 混血: 0.95% - ヒスパニック・ラテン系: 0.97% 先祖による構成 - アメリカ人：27.3% - ドイツ系：16.2％ - アイルランド系：14.5％ - イギリス系：13.9％ | 年齢別人口構成 - 18歳未満: 24.0% - 18-24歳: 8.2% - 25-44歳: 25.1% - 45-64歳: 23.7% - 65歳以上: 19.0% - 年齢の中央値: 40歳 - 性比（女性100人あたり男性の人口） - 総人口: 92.8 - 18歳以上: 86.5 世帯と家族（対世帯数） - 18歳未満の子供がいる: 28.9% - 結婚・同居している夫婦: 51.9% - 未婚・離婚・死別女性が世帯主: 10.2% - 非家族世帯: 34.2% - 単身世帯: 31.3% - 65歳以上の老人1人暮らし: 16.0% - 平均構成人数 - 世帯: 2.32人 - 家族: 2.90人 収入と家計 - 収入の中央値 - 世帯: 28,768米ドル - 家族: 37,295米ドル - 性別 - 男性: 31,131米ドル - 女性: 19,276米ドル - 人口1人あたり収入: 15,590米ドル - 貧困線以下 - 対人口: 14.2% - 対家族数: 10.4% - 18歳未満: 18.8% - 65歳以上: 11.6% |

## 雇用と公共事業
セイリーン郡では石炭鉱業が最も雇用比率の高い産業となっている。郡内にはガラティア鉱山があり、州内最大の地下掘り石炭鉱山で500人近い労働者を雇用している。鉱業探査産業が別の雇用源となっており、石炭と鉱物の出荷や採掘がある。建設業とサービス業も郡の鉱業から恩恵を受けている。
その他の雇用源としては、医療、社会サービス、州政府事業がある。ハリスバーグにはイリノイ州ハリスバーグ青年センターがあり、イリノイ州矯正省が運営し、男性少年犯罪者を収容している。
郡内にサウスイースタン・イリノイ・カレッジがあり、ハリスバーグの東約4マイル (6 km)、州道13号線沿いにある2年制カレッジである。
病院としては、ハリスバーグ医療センターとエルドラードのフェレル病院がある。公共健康サービスはイジプシャン健康部が管理している。
公共輸送はライズ・マストランジット地区とハリスバーグ・タクシーが担当している。

## 郡区
セイリーン郡は下記13の郡区に分割されている。
| - ブラッシー - キャリアミルズ - コテージ - イーストエルドラード - ガラティア | - ハリスバーグ - インディペンデンス - ロングブランチ - マウンテン - ローリー | - レクター - ストーンフォート - テイト |

## 都市と町
- ハリスバーグ - 郡庁所在地
- キャリアミルズ
- エルドラード
- ガラティア
- レドフォード
- マッディ
- ローリー
- ストーンフォート

### 未編入の町
| - ブエナビスタ - コテージグローブ - デルタ - ダービー - ドリスハイツ - ドリスビル - イーグル - フランシス - ガーデンハイツ - ガスキンズシティ - ハーコ | - ホースシュー - レイクビュー - レドフォード - リバティ - ロングブランチ - ミッチェルビル - ニューホープ - ニューキャッスル - オールドタウン | - パンキービル - ルードメント - セイリーン - サマセット - テキサスシティ - タイソン - ウォッソン - ウェストエンド |